# Scarabaeinae
Scarabaeinae — підродина жуків родини Пластинчастовусі (Scarabaeidae). До підродини відносяться види, що живляться перегнившими рештками і послідом. Найбільш відомими є різні види гнойовиків і скарабеї. Описано понад 5000 видів і 234 роди.

## Класифікація
Підродина включає наступні триби (source: P. Bouchard et al., 2011)
- Ateuchini
- Coprini
- Deltochilini
- Eucraniini
- Gymnopleurini
- Oniticellini
- Onitini
- Onthophagini
- Phanaeini
- Scarabaeini
- Sisyphini

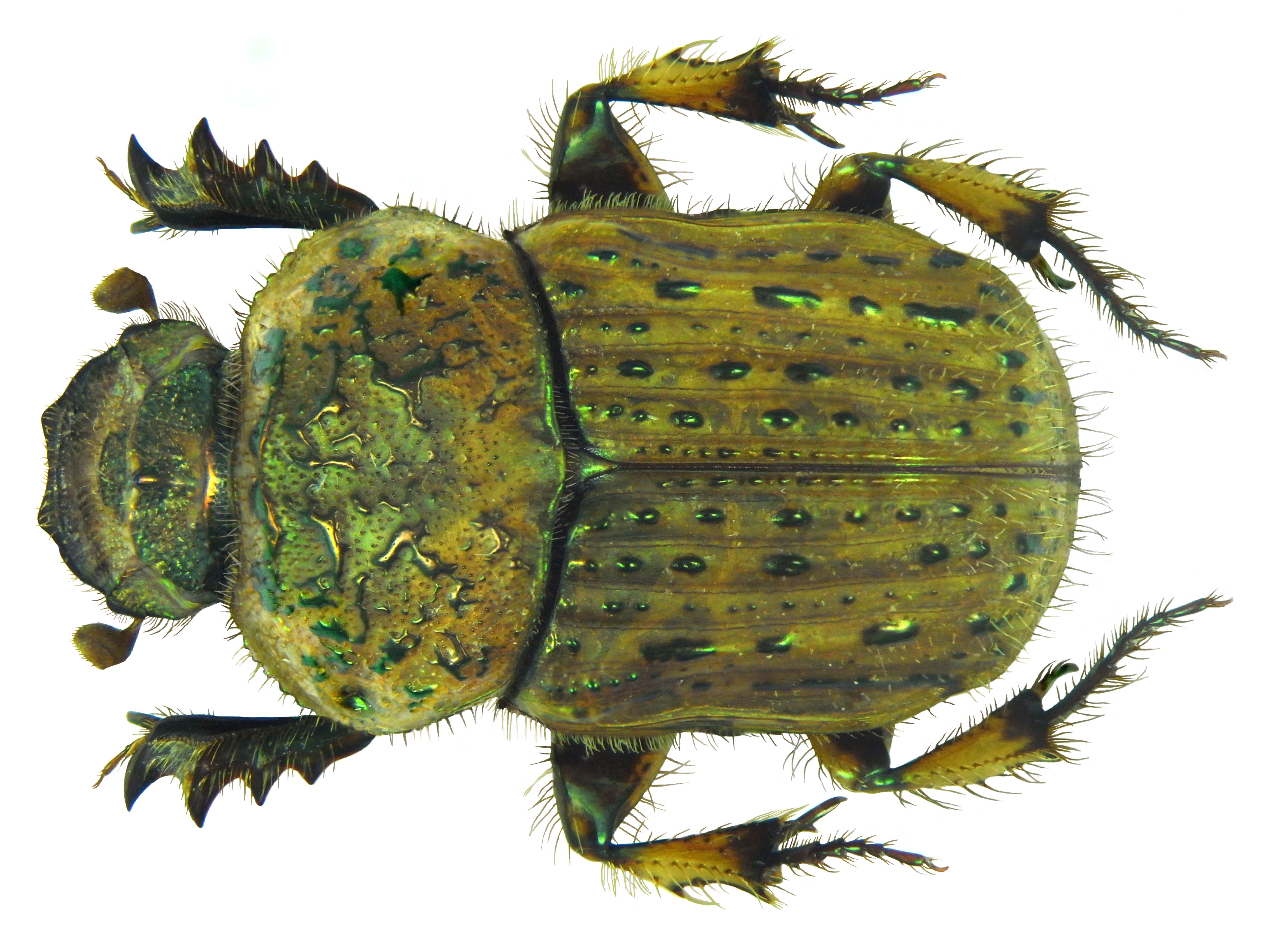
Cheironitis scabrosus
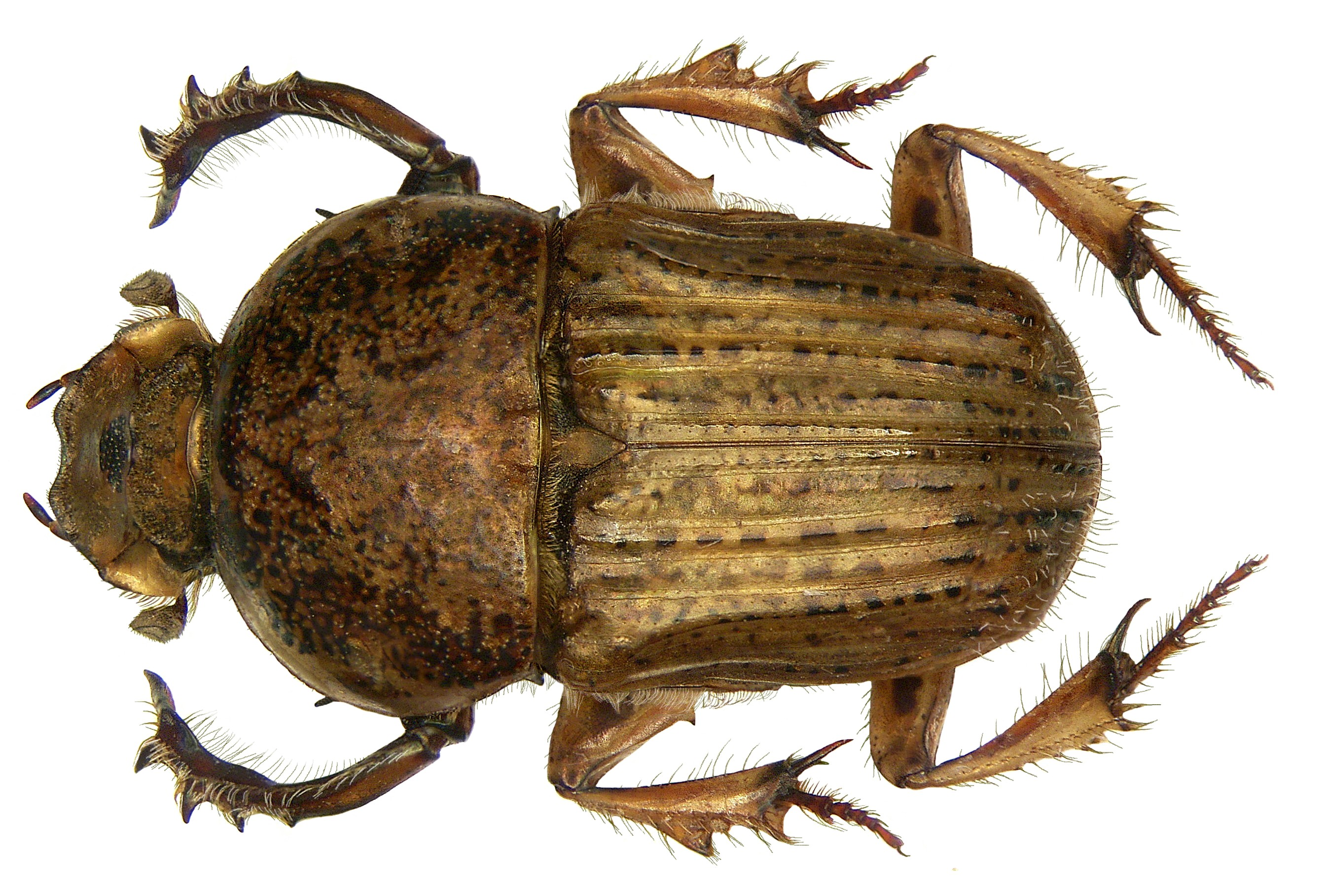
Chironitis indicus
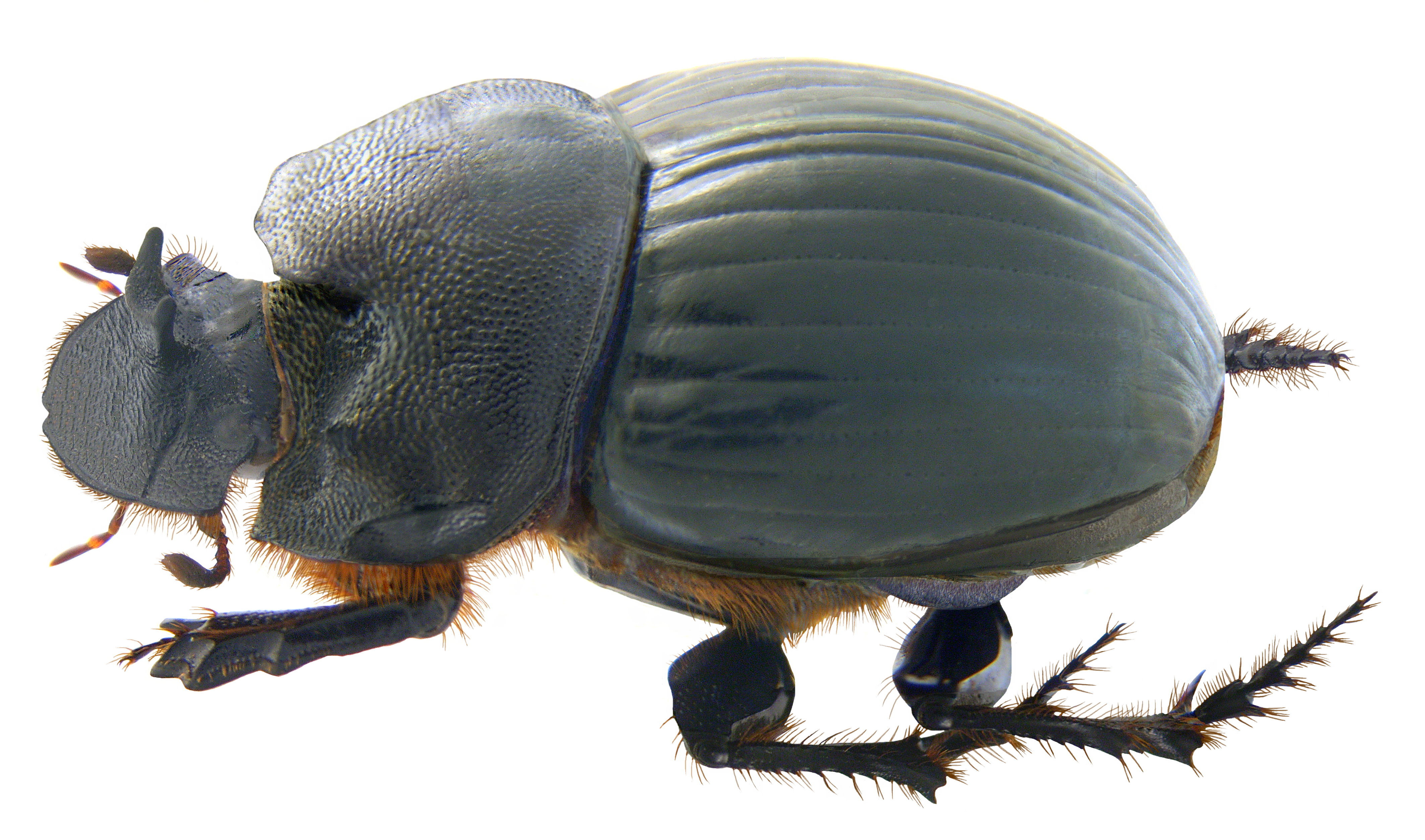
Copris elphenor Самиця
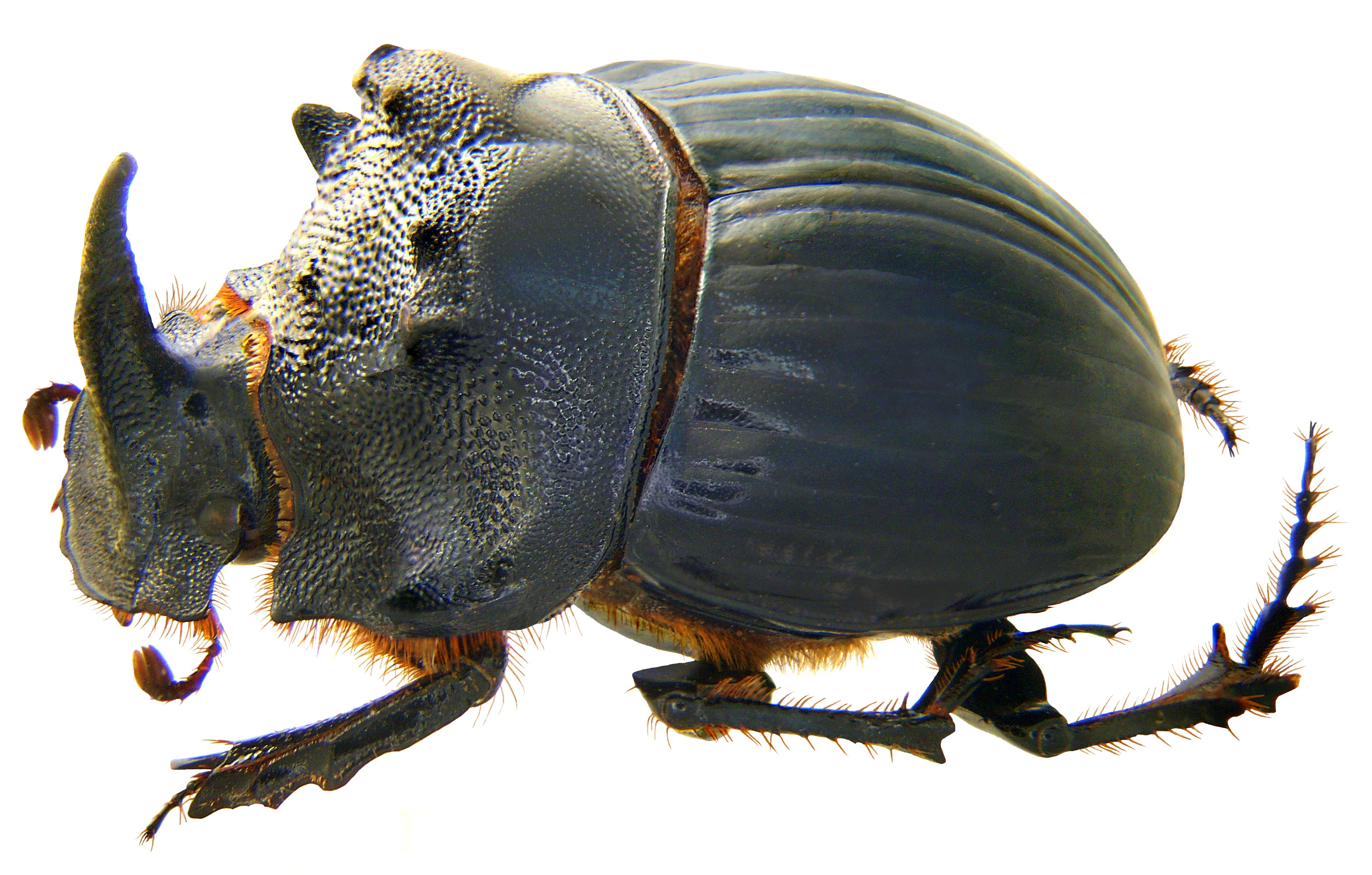
Copris elphenor Самець

## Ресурси Інтернету
- Scarabaeinae Research Network — resources on taxonomy, ecology and conservation of Scarabaeinae [Архівовано 22 січня 2019 у Wayback Machine.]
- photos of species from each tribe [Архівовано 10 лютого 2017 у Wayback Machine.]
- African Dung Beetles Online